# Minnie Driver

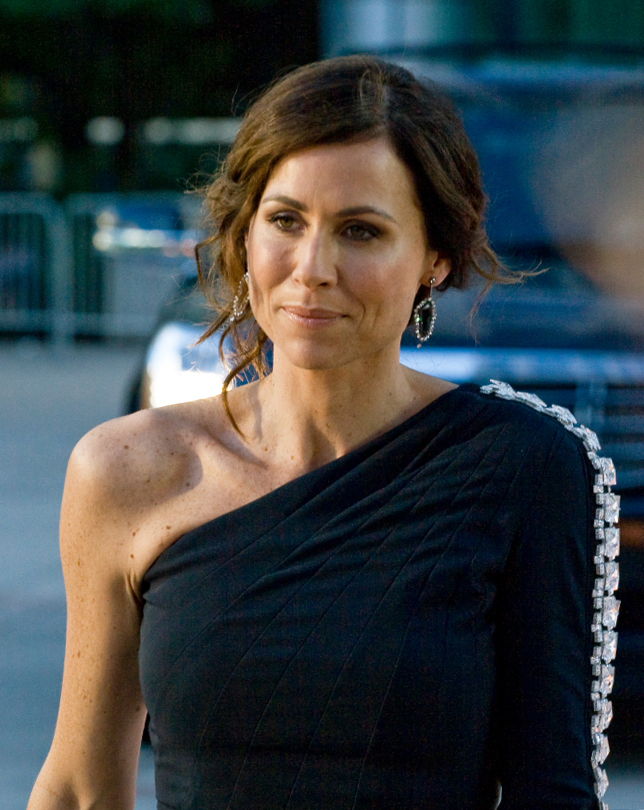
Minnie Driver (2010)

Minnie Driver (właśc. Amelia Fiona J. Driver; ur. 31 stycznia 1970 w Londynie) – brytyjska aktorka i piosenkarka.

## Filmografia
- 1990: God on the Rocks jako Lydia
- 1991: Na sygnale (Casualty) jako Zena Mitchell (gościnnie)
- 1991: The House of Eliott jako Mary
- 1992: Lovejoy jako Sarah (gościnnie)
- 1993: Mr. Wroe’s Virgins jako Leah
- 1993: Screen One jako Sally
- 1994: Peak Practice jako Sue Keel
- 1994: That Sunday jako Rachel
- 1994: Knowing Me, Knowing You with Alan Partridge jako Daniella Forest
- 1994: The Day Today jako Mila Milandrovicz / Lally Sampson
- 1995: W kręgu przyjaciół (Circle of Friends) jako Benny
- 1995: My Good Friend jako Ellie
- 1995: GoldenEye jako Irina
- 1995: Żona polityka (The Politician’s Wife) jako Jennifer Caird
- 1995: Cruel Train jako Flora Mussell
- 1996: Murder Most Horrid jako sierżant Cole
- 1996: Uśpieni (Sleepers) jako Carol Martinez
- 1996: Wielkie Otwarcie (Big Night) jako Phyllis
- 1997: Księżniczka Mononoke (Mononoke-hime) jako lady Eboshi (wersja angielska, głos)
- 1997: Zabijanie na śniadanie (Grosse Pointe Blank) jako Debi Newberry
- 1997: Baggage
- 1997: Buntownik z wyboru (Good Will Hunting) jako Skylar
- 1998: Powódź (Hard Rain) jako Karen
- 1998: Wyższość uczuć (At Sachem Farm) jako Kendal
- 1998: Guwernantka (The Governess) jako Rosina da Silva / Mary Blackchurch
- 1999: Idealny mąż (An Ideal Husband) jako Mabel Chiltern
- 1999: Tarzan jako Jane (głos)
- 2000: Slow Burn jako Trina McTeague
- 2000: Piękna (Beautiful) jako Mona Hibbard
- 2000: The Upgrade jako Constance Levine
- 2000: Wróć do mnie (Return to Me) jako Grace Briggs
- 2001: Damy i bandyci (High Heels and Low Lifes) jako Shannon
- 2003: Hazardzista (Owning Mahowny) jako Belinda
- 2003: Miasto nadziei (Hope Springs) jako Vera Edwards
- 2003–2004: Will i Grace, alternatywny tytuł: Para nie do pary (Will & Grace) jako Lorraine Finster
- 2004: Ella zaklęta (Ella Enchanted) jako Mandy
- 2004: Upiór w operze (The Phantom of the Opera) jako Carlotta Guidicelli
- 2006: The Virgin of Juarez jako Karina Danes
- 2007: Efekt uboczny (Ripple Effect) jako Kitty
- 2007–2008: The Riches jako Dahlia Malloy / Cherien Rich
- 2007: Take jako Ana Nichols
- 2009: Mama w opałach (Motherhood) jako Sheila
- 2010: Wyrok skazujący (Conviction) jako Abra Rice
- 2010: Współczesna rodzina (Modern Family) jako Valerie
- 2010: Otchłań (The Deep) jako Frances Kelly
- 2010: Świat według Barneya (Barney’s Version) jako druga pani P.
- 2011: Hunky Dory jako Vivienne
- 2011: Hail Mary jako Mary Beth Baker
- 2012: Terapia w sieci (Web Therapy) jako Allegra Favreau
- 2012: QuickBites jako Ellen
- 2012: Lady Friends jako Jennifer Rensen
- 2013: Who Do You Think You Are? jako ona sama
- 2013: Daję nam rok (I Give It a Year) jako Naomi
- 2014: Blackbird jako Macy Jean
- 2014: Stage Fright jako Kylie Swanson
- 2014: Return to Zero jako Maggie Royal
- 2014-2015: Był sobie chłopiec jako Fiona (serial)
- 2014: A Conspiracy on Jekyll Island jako Shannon
- 2014: Peter Pan Live! jako dorosła Wendy / narrator
- 2016-2018: Speechless jako Maya DiMeo (serial)
- 2017: Jekyll Island jako Shannon Clifton
- 2017: The Wilde Wedding jako Priscilla Jones
- 2017: Spinning Man jako Ellen Birch
- 2021: Kopciuszek jako królowa Beatrice
- 2022: Wiedźmin: Rodowód krwi jako Seanchai (serial)
- 2023: Wrzawa jako matka Dunedin